# Atalaya de Sierra Bermeja
La atalaya de Sierra Bermeja es una torre óptica de época nazarí, situada en el término municipal de Huéscar, provincia de Granada. Su referencia cartográfica es M.M.E., E-1/50.000, hoja 929, cuadrícula 539-540/4189-4190.

## Descripción
Por la cerámica encontrada entre sus muros y la técnica constructiva, se ha datado a mediados del siglo XIV, formando parte de la línea fronteriza de defensa nazarí. Tiene conexión visual con las atalayas de Sierra Encantada (al suroeste) y de la Sierra del Muerto (al oeste).
Como era usual en su época de construcción, se trata de una torre cilíndrica, en mampostería con verdugadas de ripios, y enfoscado exterior, del que apenas quedan algunos restos. La argamasa es muy oscura, con poco contenido de cal. Las piedras están dispuestas disparejas, formando cajones de una sola hilada, de 19 centímetros de altura, o cajones de varias hiladas separadas por enripiados, con unos 40 cm de altura.
La torre está parcialmente derruida, quedando solamente en pie el cuerpo inferior, con no más de 2,28 metros de altura, y que, aunque aparece actualmente ahuecado, debió ser macizo en su origen.